# Морена, Лолита
Лолита Лаура Флорелла Морена (род. 15 октября 1960, Кантиано, Италия) — швейцарская модель, актриса и телеведущая.
Будучи студенткой факультета египтологии, она выиграла конкурс Мисс Швейцарии в 1982 году и отправилась представлять свою страну на Мисс Мира 1982 и Мисс Вселенная 1983 года . На обоих конкурсах она становилась вице-мисс и была удостоена титула Мисс Фотогеничность.
Лолита Морена работала на телевидения в родной Италии, Швейцарии и Германии. Она являлась одним из ведущих Eurovision Song Contest 1989 в Лозанне вместе с Жаком Дешено. Она также участвовала в швейцарском национальном отборе Евровидения в 1991 году.
С 1994 по 1999 год была замужем за легендарным немецким футболистом Лотаром Маттеусом. У пары есть сын Лорис.